# Exocentrus spurcatus
Exocentrus spurcatus är en skalbaggsart som beskrevs av Holzschuh 1984. Exocentrus spurcatus ingår i släktet Exocentrus och familjen långhorningar. Inga underarter finns listade i Catalogue of Life.